# بيل مردوخ
بيل مردوخ هو سياسي كندي، ولد في 10 يناير 1945 في ميافورد في كندا. نشط حزبياً في حزب أونتاريو المحافظ التقدمي. وقد انتخب عضو برلمان مقاطعة أونتاريو ‏.